# Mitsubishi TS1
Il TS1 è un motore turboalbero sviluppato dal Technical Research and Development Institute del Ministero della Difesa giapponese per l'elicottero da osservazione Kawasaki OH-1, che ha effettuato il suo primo volo nell'agosto del 1996. 
Il nucleo del motore è basato su quello del turbogetto Mitsubishi TJM2 usato dal missile superficie-nave Type 88. La realizzazione del motore ha leggermente preceduto i piani di sviluppo dell'elicottero che incominciarono nel 1992. L'appaltatore principale per lo sviluppo e la produzione è stato Mitsubishi Heavy Industries.
Il motore turboalbero TS1 è costituito da un compressore a singolo stadio e da una turbina di potenza a singolo stadio, ed è in grado di erogare una potenza di 884 cavalli vapore con un rapporto di compressione di 11. Inoltre è caratterizzato dall'utilizzo di un compressore centrifugo monostadio, che ha permesso di realizzare un motore compatto, resistente ai danni provocati da oggetti estranei aspirati nel motore, e con un ampio intervallo di funzionamento stabile.